# 楊維新 (萬曆進士)
楊維新（16世紀—17世紀），字元周，陝西西安府高陵縣慶豐里人，軍籍，明朝政治人物。

## 生平
楊維新是萬曆二十二年（1594年）陝西鄉試舉人，初任通渭縣教諭，四十七年（1619年）成進士，考選庶吉士，天啟元年（1621年）獲授兵科給事中，同年疏陳三款事項：清主德、固民心、張軍威，三年（1623年）陞工科右給事中，調左給事中，歷升工科都給事中，請求那出內帑協助修繕明慶陵，五年（1625年）再陞為太常寺少卿，後官至右副都御史，崇禎二年（1629年）正月定魏忠賢逆案，以他曾祠頌對方解任處分。

## 家族
曾祖楊世隆，寿官，祖楊宗禮，监生。父楊于禄，寿官。

## 引用
1. ↑  光緒《高陵縣續志·卷六·科貢間傳》：進士 明……（萬曆）己未科二人……楊維新 字元周，慶豐里人，厯官都察院右副都御史……舉人 明……（萬曆）甲午科四人……楊維新 見進士
2. ↑  《明神宗顯皇帝實錄·卷五百九十一》：（萬曆四十八年二月）辛亥改授考選進士倪啟祚、丁進、施兆昂、姚明恭、侯恪、張翀、吳士元、楊夢袞、魯時昇、楊世芳、顧錫疇、劉宇亮、金秉乾、朱繼祚、何吾騶、姚希孟、許可徵、姜曰廣、楊維新、陳萬言、丁乾學、雷躍龍、胡尚英為庶吉士，與同一甲進士孔貞運等送翰林院進學。
3. ↑  《明熹宗悊皇帝實錄·卷十二》：（天啟元年七月己巳）授庶吉士吳士元等職，何吾騶、倪啟祚、侯恪、張翀俱編修，蕭命官、姚希孟、朱繼祚、丁進、吳士元、楊世芳、劉宇亮、金秉乾、丁乾學俱簡討，許可徵、楊維新除給事中，可徵戶科，維新兵科。
4. ↑  《明熹宗悊皇帝實錄·卷十三》：（天啟元年八月乙未）兵科給事中楊維新疏陳三欵：一曰清主德，言宮禁之內蠱惑漸深，宴安鴆毒戀不忍釋斜，封墨敕勢所必至願，一切屏絕使嬖寵不開於牀第，票擬不假於私人，則德愈清明身愈強固；一固民心，言近日浙火黔水秦旱齊蝗屢見告矣，而徵調日眾催科日急，宜令有司加意撫字，無得因之朘削，俟東氛淨後盡免額外之賦；一張軍威，言驕夷叛將，既屠城堡弱，軍姦棍又靡金錢，總不如訓練土著，既省安家行糧之費，且有田廬妻子之依，就使徵調亦須酌檄全營，既令本官統領庶兵將相習，不至復逃而要以賞罰申飭為主。得旨事關朕躬已知悉，餘下部覆。
5. ↑  《明熹宗悊皇帝實錄·卷三十四》：（天啟三年五月己亥）陞兵科給事中楊維新為工科右給事中。
6. ↑  《明熹宗悊皇帝實錄·卷三十八》：（天啟三年九月乙未）起……工科右給事中楊維新為左給事中……維新本科。
7. ↑  《明熹宗悊皇帝實錄（梁本）·卷四十二》：（天啟四年五月甲戌）工科都給事中楊維新請發帑助慶陵……。
8. ↑  《明熹宗悊皇帝實錄·卷五十八》：（天啟五年四月庚辰）陞湖廣道御史潘雲翼為太僕寺少卿，山東道御史劉思誨為大理寺左寺丞，工科都給事中楊維新為太常寺少卿。
9. ↑  史語所藏鈔本《崇禎長編·卷十七》：（崇禎二年正月丁丑）定逆案……一祠頌次等解任降處者十二人：楊維新、安伸、劉弘光、莊起元、徐吉、李若霖、李時馨、劉渼、夏敬承、何廷樞、朱慎鑒、楊春茂。